# Zbuntowana
Zbuntowana (ang. Girlfight) – amerykański film dramatyczny z 2000 roku oparty na scenariuszu i reżyserii Karyn Kusamy. Wyprodukowany przez Screen Gems.
Premiera filmu miała miejsce 22 stycznia 2000 roku podczas Festiwalu Filmowego w Sundance.

## Opis fabuły
Diana Guzman (Michelle Rodriguez) po samobójczej śmierci matki mieszka z ojcem Sandro (Paul Calderón) i młodszym bratem, Tiny (Ray Santiago). Jest zamknięta w sobie i pełna agresji. Wszystkie konflikty ma zwyczaj rozwiązywać za pomocą pięści. Po kolejnej bijatyce dyrekcja grozi jej wyrzuceniem ze szkoły. Wtedy właśnie Diana trafia do sali treningowej dla bokserów.

## Obsada
- Michelle Rodriguez jako Diana Guzman
- Jaime Tirelli jako Hector Soto
- Paul Calderón jako Sandro Guzman
- Santiago Douglas jako Adrian Sturges
- Ray Santiago jako Tiny Guzman
- Victor Sierra jako Ray Cortez
- Elisa Bocanegra jako Marisol
- Shannon Walker Williams jako Veronica
- Louis Guss jako Don
- Herb Lovelle jako Cal
- Thomas Barbour jako Ira
- Tara Strong jako ona sama

i inni